# Gečkovec
Gečkovec is een plaats in de gemeente Ivanec in de Kroatische provincie Varaždin. De plaats telt 119 inwoners (2001).